# Oltre la legge - L'informatore
Oltre la legge - L'informatore (Wiseguy) è una serie televisiva statunitense in 75 episodi trasmessi per la prima volta nel corso di 4 stagioni dal 1987 al 1990.
È una serie drammatica incentrata sulle vicende di Vincent "Vinnie" Terranova, un agente di origine italiana dell'OCB (Organized Crime Bureau), una divisione fittizia dell'FBI infiltrato all'interno delle organizzazioni criminali mafiose del New Jersey. La serie inizia quando Vinnie ha appena finito di scontare 18 mesi di carcere per rafforzare la sua copertura; nessuno sa che è in realtà un agente, nemmeno la madre.
La serie fu seguita da un film per la televisione, Wiseguy, del 1996, con protagonista ancora Ken Wahl nel ruolo di Vinnie.

## Personaggi e interpreti

### Personaggi principali
- Daniel Benjamin 'Lifeguard' Burroughs (74 episodi, 1987-1990), interpretato da Jim Byrnes.
- Frank McPike (73 episodi, 1987-1990), interpretato da Jonathan Banks.
- Vincent Michael 'Vinnie' Terranova (65 episodi, 1987-1990), interpretato da Ken Wahl.

### Personaggi secondari
- Roger LoCocco (14 episodi, 1988-1990), interpretato da William Russ.
- Mark SirMac (13 episodi, 1987-1990), interpretato da Dwight Koss.
- Amber Twine (12 episodi, 1989), interpretato da Patti D'Arbanville.
- Sonny Steelgrave (10 episodi, 1987-1989), interpretato da Ray Sharkey.
- Carlotta Terranova Aiuppo (10 episodi, 1987-1990), interpretata da Elsa Raven.
- Susan Profitt (9 episodi, 1988), interpretata da Joan Severance.
- Paul Beckstead (9 episodi, 1988-1990), interpretato da Ken Jenkins.
- Michael Santana (9 episodi, 1990), interpretato da Steven Bauer.
- Hillary Stein (9 episodi, 1990), interpretata da Cecil Hoffman.
- Mel Profitt (7 episodi, 1988), interpretato da Kevin Spacey.
- Sidney 'Sid' Royce (7 episodi, 1987-1990), interpretato da Dennis Lipscomb.
- Poochy (7 episodi, 1988-1989), interpretato da Tony Romano.
- Bobby Travis (7 episodi, 1989), interpretato da Glenn Frey.
- Padre Peter Terranova (6 episodi, 1987-1989), interpretato da Gerald Anthony.
- Herb Ketcher (6 episodi, 1988), interpretato da David Spielberg.
- Daryl Elias (6 episodi, 1987-1989), interpretato da John M. Jackson.
- Max (6 episodi, 1987-1990), interpretato da Jerry Wasserman.
- Dahlia Mendez (6 episodi, 1990), interpretata da Martika.
- Amado Guzman (6 episodi, 1990), interpretato da Maximilian Schell.
- Don Rudy Aiuppo (6 episodi, 1988-1990), interpretato da George Petrie.
- Red (6 episodi, 1989-1990), interpretato da Cavan Cunningham.
- Winston Newquay (6 episodi, 1989), interpretato da Tim Curry.
- Isaac Twine (6 episodi, 1989), interpretato da Paul Winfield.
- Harry Shanstra (5 episodi, 1987), interpretato da Eric Christmas.
- Mack 'No Money' Mahoney (5 episodi, 1987-1988), interpretato da Joe Shea.
- Preet (5 episodi, 1988), interpretato da Helena Yea.
- ammiraglio Walter Strichen (5 episodi, 1988-1989), interpretato da Stephen Joyce.
- Senatore Janet Getzloff (5 episodi, 1988-1989), interpretato da Georgann Johnson.
- Alex Vechoff (5 episodi, 1987-1989), interpretato da Alex Bruhanski.
- Reverendo Adams (5 episodi, 1987-1990), interpretato da Frank C. Turner.
- Carole Sternberg (5 episodi, 1988-1989), interpretata da Patricia Charbonneau.
- Phil Bernstein (5 episodi, 1988-1989), interpretato da Harry Goz.
- Eli Sternberg (5 episodi, 1988-1989), interpretato da Jerry Lewis.
- Rick Pinzolo (5 episodi, 1988-1989), interpretato da Stanley Tucci.
- Sindaco Vernon Biggs (4 episodi, 1989), interpretato da Stan Shaw.
- Mike 'Mooch' Cacciatore (5 episodi, 1989-1990), interpretato da Tony Ganios.
- Albert Cerrico (5 episodi, 1989), interpretato da Robert Davi.
- Joey Grosset (5 episodi, 1989), interpretato da John Snyder.
- Lacey (5 episodi, 1990), interpretato da Darlanne Fluegel.
- Donny (5 episodi, 1990), interpretato da Neil Giuntoli.
- Martinez-Gacha (5 episodi, 1990), interpretato da Alex Panas.
- Mark Volchek (5 episodi, 1990), interpretato da Steve Ryan.
- Ed Rogosheske (5 episodi, 1990), interpretato da James Stacy.
- Nona (5 episodi, 1990), interpretata da Lora Zane.
- Lorenzo Steelgrave (1 episodio, 1987), interpretato da David Marciano

## Produzione
La serie, ideata da Stephen J. Cannell e Frank Lupo, fu prodotta da Stephen J. Cannell Productions e girata nei North Shore Studios a North Vancouver e a Vancouver in Canada. Le musiche furono composte da Mike Post.

### Registi
Tra i registi della serie sono accreditati:
- Bill Corcoran (12 episodi, 1987-1989)
- Robert Iscove (9 episodi, 1987-1989)
- William Fraker (6 episodi, 1988-1990)
- Jorge Montesi (5 episodi, 1989-1990)
- James A. Contner (4 episodi, 1989-1990)
- Gus Trikonis (4 episodi, 1989-1990)
- Jan Eliasberg (3 episodi, 1988-1990)
- Les Sheldon (3 episodi, 1988-1989)
- Reynaldo Villalobos (2 episodi, 1987-1989)
- Charles Correll (2 episodi, 1987)
- Frank E. Johnson (2 episodi, 1989-1990)
- Jonathan Sanger (2 episodi, 1989-1990)
- Colin Bucksey (2 episodi, 1990)
- Peter D. Marshall (2 episodi, 1990)

## Distribuzione
La serie fu trasmessa negli Stati Uniti dal 16 settembre 1987 all'8 dicembre 1990 sulla rete televisiva CBS.
In Italia è stata trasmessa su Italia 1 con il titolo Oltre la legge - L'informatore.
Alcune delle uscite internazionali sono state:
- negli Stati Uniti il 16 settembre 1987 (Wiseguy)
- in Francia il 4 aprile 1988 (Un flic dans la mafia)
- nel Regno Unito il 10 settembre 1989
- in Turchia (Büyük Tuzak)
- in Venezuela (El astuto)
- in Germania Ovest (Kampf gegen die Mafia)
- in Spagna (L'espavilat)
- in Italia (Oltre la legge - L'informatore)

## Episodi
| Stagione         | Episodi | Prima TV USA |
| ---------------- | ------- | ------------ |
| Prima stagione   | 22      | 1987-1988    |
| Seconda stagione | 22      | 1988-1989    |
| Terza stagione   | 22      | 1989-1990    |
| Quarta stagione  | 9       | 1990         |